# Estadio GNP Seguros
Estadio GNP Seguros, lange tijd bekend als Foro Sol is een sport- en concertstadion gebouwd in 1993 in het Autódromo Hermanos Rodríguez in de gemeente Iztacalco, in het oosten van Mexico-Stad. Het is gelegen nabij de internationale luchthaven van Mexico-Stad en wordt beheerd door Grupo CIE.

## Achtergrond
De locatie was oorspronkelijk gebouwd voor het organiseren van grote muziekconcerten. Aanvankelijk heette het de Autódromo en bood het plaats aan maximaal 50.000 mensen. Sinds 2000 wordt het ook gebruikt als honkbalstadion, omdat het enige andere grote honkbalstadion in Mexico-Stad (Parque del Seguro Social, voorheen Parque Delta) werd gesloopt voor het bouwen van een winkelcentrum. Foro Sol is de op een na grootste concertlocatie in Mexico-Stad. Enkel de Estadio Azteca, die een capaciteit heeft van 105.064, is groter.
De naam komt van een populair biermerk van de Cervecería Cuauhtémoc Moctezuma-groep. 

## Evenementen
Madonna was de eerste artiest die in het Foro Sol optrad, toen het nog het Autódromo Hermanos Rodríguez heette, voor haar eerste bezoek aan Mexico tijdens de Girlie Show-tour op 10, 12 en 13 november 1993.
De locatie is de gastheer van Vive Latino, een jaarlijks meerdaags rockmuziekfestival. Het is een van de belangrijkste rock- en Español-muziekfestivals ter wereld, met een grote verscheidenheid aan Mexicaanse, Latijnse en Spaanse groepen van vele genres, waaronder optredens van bands als Gustavo Cerati, Ozomatli, Sepultura, Ska-P en niet-Spaanstalige bands zoals The Wailers, Jane's Addiction, Deftones, The Chemical Brothers en The Mars Volta.